# Terra Nova (krog)
Terra Nova var en krog i Gamla stan i Stockholm i hörnet av Gaffelgränd och Lilla Hoparegränd. 
Terra Nova öppnade under 1600-talet. Under 1700-talet sköttes krogen av Katarina Hardt (död 1775), som hade ärvt den av sin far, och hennes make före detta skeppsklarerare Joachim Schachou (död 1754) från Stettin, som utvidgade krogrörelsen genom att förvärva även grannhuset mot Pelikansgränd. Det är en av de cirka 120 krogar Bellman nämner i sin diktning, då han besjöng dess dåvarande ägare "Cajsa-Stina". Cajsa-Stina var Anna Stina Liskou, som hade övertagit krogen av sin moster Katarina Hardt 1775 och skötte den fram till 1788, då den köptes av sjömanshusdirektionen. Krogen blev därefter historiskt känd som sjömanskrog. 